# At-Tafila
at-Tafila (arabiska: الطفيلة) är en provinshuvudort i västra Jordanien. Den ligger i provinsen at-Tafila, 130 km söder om huvudstaden Amman. Antalet invånare är cirka 25 000.